# Pardalotus rubricatus
El pardalote cejirrojo (Pardalotus rubricatus) es una especie de ave paseriforme de la familia Pardalotidae endémica de Australia.

## Descripción
Es algo mayor que el pardalote tasmano, con una longitud entre los 10 y 12 cm, y de color menos llamativo, con tonos más claros y combinando el diseño del píleo de pardalote moteado, enmarcado por las listas superciliares rojizas que le caracterizan, y las alas listadas del pardalote estriado.

## Distribución y hábitat
Ocupa los dos tercios septentrionales de Australia. Es abundante en la parte noroeste de su área de distribución pero raro en la este. Prefiere los bosques secos, las sabanas de acacias, y las arboledas situadas a lo largo de los arroyos.

## Comportamiento
El pardalote cejirrojo construye su nido bajo tierra, al final de un túnel excavado en el suelo.